# Cizre (district)
Cizre (Aramees: ܓܙܪܬܐ, Gzirto Kurmanji: Cizre Botan) is een Turks district in de provincie Şırnak en heeft een oppervlakte van 467,6 km². De administratieve hoofdstad van het district is de gelijknamige stad Cizre.
Het district telt 105.651 inwoners (2007).
De bevolkingsontwikkeling van het district is weergegeven in onderstaande tabel.
| 1997   | 2000   | 2007    |
| ------ | ------ | ------- |
| 74.755 | 82.042 | 105.651 |

Beytüşşebap · Cizre · Güçlükonak · İdil · Silopi · Şırnak · Uludere